# Serrachis
Il Serrachis (in greco Σερράχης?, Serráchis) con una lunghezza di 55 km è il terzo fiume più lungo di Cipro.

## Geografia fisica
Esso nasce sul versante nord del massiccio del Troodos e sfocia nella baia di Morfou presso il villaggio di Syrianochori.
Lungo il suo corso riceve molti fiumi minori, i principali dei quali sono il Merika, l'Akaki (37 km), il Peristeron (35 km), e - poco prima di sfociare in mare con una foce comune - l'Ovgos  (32 km). Nella zona del villaggio di Katokopia il fiume si chiama Vounaroulia a causa del grande deposito di pietre nel suo letto..
Lungo il Serrachis sono state costruite quattro dighe. La diga di Kleru, con una capacità di 2 milioni di m3, ha un'altezza di 9 metri. Ce ne sono altre tre di minore capacità costruite nel 1973 e una costruita recentemente nel 2007.
Il fiume non è perenne, ma il suo corso l'estate è asciutto.

## Tradizioni
Secondo una pia tradizione cristiana, alla sua foce Leontius, un pio cittadino di Soli, trovò uno scrigno con le ossa dei Santi Barnaba e Ilarione. Secondo la tradizione, i due santi erano apparsi davanti a lui e gli avevano indicato il luogo dove si trovava lo scrigno con le loro ossa..